# Kronika nie z tej ziemi
Kronika nie z tej ziemi (ang. The Chronicle, 2001–2002) – amerykański serial fantastycznonaukowy nadawany przez stację Sci Fi Channel od 14 lipca 2001 roku do 22 marca 2002 roku. W Polsce nadawany był na antenie TV4.

## Opis fabuły
Tucker Burns (Chad Willett), utalentowany absolwent dziennikarstwa, w obliczu katastrofy finansowej poszukuje pracy. Zrezygnowany pojawia się w najgorszej dzielnicy miasta. W jednym z budynków na 10. piętrze mieści się nowocześnie urządzone biuro „Kroniki nie z tej ziemi”. Pracownikami gazety są ludzie na co dzień obcujący z bardzo dziwnymi zjawiskami.

## Obsada
- Chad Willet jako Tucker Burns
- Rena Sofer jako Grace Hall
- Reno Wilson jako Wes Freewald
- Jon Polito jako Donald Stern
- Curtis Armstrong jako Sal the Pig-Boy
- Elaine Hendrix jako Kristen Martin
- Sharon Sachs jako Vera
- Octavia Spencer jako Ruby